# Gryllacrididae
Gryllacrididae (лат.) — семейство насекомых отряда прямокрылые (Orthoptera).
В это семейство в прошлом включали семейства Stenopelmatidae и Rhaphidophoridae, которые в настоящее время рассматриваемые отдельно. Семейство Gryllacrididae состоит из двух подсемейств. Подсемейство Gryllacridinae включает более 90 родов с более чем 600 видами, а подсемейство Lezininae — только род Lezina с 12 видами. Gryllacrididae обычно бескрылые и активны в ночное время суток, отдыхают в течение дня в сложенных листьях, частично покрытых шёлком.
В Юго-Восточной Азии и на острове Новая Гвинея встречается около 50 родов и подродов.